# Tell al-Warka
Tell al-Warka és un jaciment arqueològic de l'Iraq en la governació (liwa) de Nasiriyya, que correspon a l'antiga ciutat sumèria i babilònica d'Uruk. Té una superfície d'uns 5,5 km² i, dins dels quals, els llocs d'Eanna, Bit Resh (Kullaba) i Irigal.
En aquest lloc, hauria tingut efecte el primer enfrontament directe entre sassànides i les forces d'avantguarda àrabs manades per Harmala ibn Muraya i Salma ibn Kayn. Era un poble petit (al-Warka) a l'inici del domini àrab, dins el districte de Kaskar. El lloc fou visitat per primer cop per W. K. Loftus el 1849-1850; hi va excavar el 1850 i hi va tornar el 1854, però de manera no sistemàtica, buscant les millors peces per als museus que el finançaven. El 1902, fou excavada per Walter Andrae. El 1912–1913, Julius Jordan i el seu equip alemany van descobrir el temple d'Ishtar, i part de la muralla, que fou datada a l'entorn del 3000 aC; va tornar el 1928 fins al 1939; el 1931, la direcció la van agafar A. Nöldeke, Ernst Heinrich i Heinrich J. Lenzen al lloc de Jordan. Al final de la guerra, els alemanys van retornar sota Heinrich Lenzen, del 1953 a 1967, seguit el 1968 per J. Schmidt, i el 1978 per R.M. Boehmer, en total 39 campanyes, de les quals es van publicar dos informes:
- Ausgrabungen der Deutschen Forschungsgemeinschaft in Uruk (ADFU), 17 volums, 1912–2001.
- Ausgrabungen in Uruk-Warka, Endberichte (AUWE), 25 volums, 1987–2007.

Del 2001 a 2002, l'Institut Arqueològic Alemany dirigit per Margarite Van Ess, amb Joerg Fassbinder i Helmut Becker, van fer noves excavacions magnetomètriques i, a més, se'n va fer una inspecció aèria; el 2005, se'n van obtenir fotos d'alta resolució per satèl·lit.
Les tauletes trobades a Uruk, amb inscripcions sumèries i pintures, són de les primeres inscripcions conegudes i daten de vers el 3300 aC, incloent-hi la famosa llista de reis sumeris; també s'hi van trobar tauletes del període selèucida, el contingut de les quals ha estat publicat.
També s'hi va trobar el Vas de Warka.